# Pantaya
Pantaya fue un servicio de streaming OTT estadounidense dirigido a espectadores hispanohablantes. El contenido incluyó programas y películas estrenadas en América Latina y programación original, así como doblajes en español del selecto catálogo de Lionsgate.
El servicio de streaming estaba disponible en los Estados Unidos y Puerto Rico, y se podía acceder al contenido globalmente a través de otros servicios de streaming como Prime Video de Amazon.
Luego de la adquisición de Pantaya por parte de TelevisaUnivision en mayo de 2022, 7 meses después, en diciembre de 2022, Pantaya cesó su plataforma y notificó a los usuarios sobre su fusión a Vix+, invitando a migrar de plataforma para continuar de disfrutar de sus contenidos.

## Historia
Pantaya se lanzó en agosto de 2017, como parte de una asociación conjunta entre Lionsgate y Hemisphere Media Group. Paul Presburger fue designado como CEO del servicio de transmisión, quien también es CEO de Pantelion Films. Lionsgate poseía el 75% de la plataforma de transmisión, mientras que Hemisphere poseía el 25% en ese momento. En 2019, la plataforma alcanzó los 500.000 suscriptores. En ese mismo año, Pantaya se ha expandido a la producción de programación original, comenzando con El juego de las llaves, que debutó en agosto de ese año.
En 2021, Hemisphere Media Group adquirió todos los derechos de propiedad del servicio de transmisión Pantaya de Lionsgate por $ 124 millones, luego de la decisión de este último de enfocarse en la expansión de su marca Starz. El director ejecutivo de Lionsgate, Brian Goldsmith, ha declarado que el estudio estaba "muy orgulloso de haber ayudado a convertir a Pantaya en la plataforma prémium líder en español en los EE. UU." y agregó que Hemisphere Media Group era "el propietario adecuado". Además, el director ejecutivo de Hemisphere, Alan Sokol, dijo que la compañía apunta a la expansión. “Hay mucho más que podemos hacer y la oportunidad es mucho mayor”, dijo Sokol. “Hemos establecido un objetivo declarado de 2,5 a 3 millones de suscriptores para 2025. Pero, sinceramente, creemos que es un objetivo conservador y que la oportunidad es dos o tres veces mayor". A partir de abril de 2021, hay 900.000 suscriptores de Pantaya.
Más recientemente, la actriz Fernanda Castillo firmó un contrato con la plataforma, para estelarizar los próximos proyectos de Pantaya.
En mayo de 2022, TelevisaUnivision llegó a un acuerdo con Hemisphere Media Group para adquirir Pantaya, apuntando a la plataforma para fortalecer el catálogo del servicio de streaming Vix. La adquisición se completó el 13 de septiembre de ese mismo año.